# Чаргары
Чаргары (тат. Чаргар) — деревня в Венгеровском районе Новосибирской области России. Входит в состав Тартасского сельсовета.

## География
Площадь деревни — 29 гектаров.

## Население
| 2002 | 2007 | 2010 |
| ---- | ---- | ---- |
| 341  | ↗361 | ↘306 |

## Инфраструктура
В деревне по данным на 2007 год функционируют 1 учреждение здравоохранения, 1 образовательное учреждение.